# 克・亜紀
もしかして
- 克・亜樹

ではありませんか？